# 어웨이큰 (2012년 영화)
《어웨이큰》(Awaken)은 미국에서 제작된 데릭 루 감독의 2012년 드라마, 멜로/로맨스 영화이다. 코리 세비어 등이 주연으로 출연하였다. 이 영화는 사랑, 상실감, 희망, 꿈에 관한 이야기를 말한다. 뉴포트비치 영화제에서 초연되었으며 카탈리나 영화제와 필 굿 영화제에서 상영되었다.

## 출연

### 주연
- 코리 세비어
- 조던 래드

### 조연
- 라이언 알로시오
- 레니 도리안
- 제임스 글리슨
- 킴 포이리어
- 마리 윌슨
- 스테이시 앤 세블린

## 기타
- 미술: 남은경